# 陳金獅
陳金獅（1911年—1992年7月31日），暱稱獅仔伯，淡水鎮大莊人，由球僮轉職高爾夫球教練，亦曾遠赴日本打比賽，中華職業高爾夫球員委員會首任會長，素有「台灣高爾夫之父」的美譽。多位台灣的高爾夫名將，如謝永郁、陳清波、呂良煥、謝敏男、郭吉雄、涂阿玉等都曾經得到陳金獅的指導。